# Stanisław Widłak
Stanisław Widłak (ur. 13 sierpnia 1934 w Koniuszy k. Krakowa, zm. 23 marca 2017 w Krakowie) – polski  językoznawca, romanista i italianista, profesor Uniwersytetu Jagiellońskiego. W pracy naukowej zajmował się językoznawstwem obszaru języków romańskich w ujęciu historycznym, porównawczym i opisowym, szczególnie jednak koncentrując się na języku włoskim i wzajemnych wpływach kulturowo-językowych polsko-włoskich.

## Edukacja i kariera naukowa
Stanisław Widłak studiował filologię romańską oraz filologię klasyczną na Uniwersytecie Jagiellońskim, tam też uzyskał stopień magistra filologii romańskiej, doktora nauk humanistycznych oraz w 1994 doktora habilitowanego w zakresie językoznawstwa romańskiego i włoskiego. Od 1999 był profesorem nauk humanistycznych.
Od 1957 roku S. Widłak zatrudniony był w Instytucie Filologii Romańskiej UJ, prowadząc początkowo zajęcia dla studentów filologii francuskiej, następnie dla italianistów, a także dla iberystów i rumunistów. W 1973 roku był organizatorem i pierwszym kierownikiem nowo utworzonego wówczas kierunku italianistyki na UJ. W roku 2004 przeszedł na emeryturę.
Był autorem około dwustu publikacji naukowych, w tym 6 monografii i 7 podręczników akademickich.

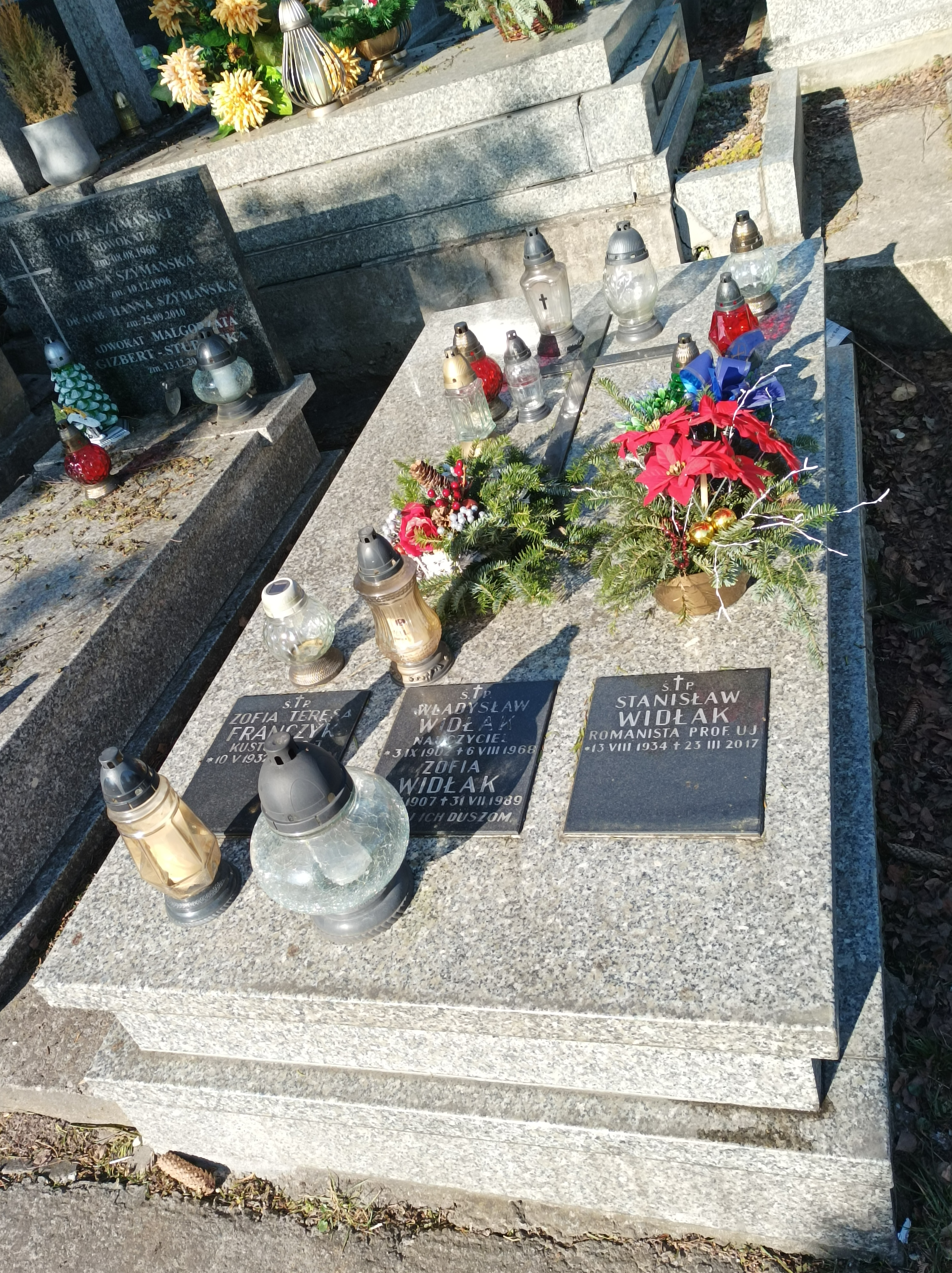
Grób prof. Stanisława Widłaka na Cmentarzu Salwatorskim

Uroczystości pogrzebowe odbyły się 28 marca 2017 roku na Cmentarzu Salwatorskim w Krakowie (sektor SC11-14-23).

## Pełnione funkcje i członkostwo w wybranych organizacjach
- 1974–1981 i 1987–1991 dyrektor Instytutu Filologii Romańskiej UJ;
- 1973–1991 i 1994–2004 kierownik Zakładu Italianistyki i Rumunistyki UJ;
- członek zwyczajny i członek prezydium Associazione Internazionale dei Professori d'Italiano AIPI;
- członek zwyczajny i członek prezydium Associazione Internazionale per gli Studi di Lingua e Letteratura Italiana AISLLI;
- członek Polskiego Towarzystwa Językoznawczego;
- członek i sekretarz (1998–2006) Komisji Neofilologicznej Polskiej Akademii Umiejętności, przewodniczący Komisji (2006–2014).

## Odznaczenia
- Krzyż Kawalerski Orderu Odrodzenia Polski,
- Krzyżem Oficerskim Orderu Odrodzenia Polski,
- Złoty Krzyż Zasługi,
- Komandoria Orderu Gwiazdy Solidarności Włoskiej,
- Order Palm Akademickich (Francja).